# Revelations of the Black Flame
Revelations of the Black Flame är det fjärde studioalbumet av den norska black metal-gruppen 1349. Det spelades in och mixades i Studio Studio Nyhagen i Bøverbru (Toten, Norge) från december 2008 till januari 2009, mixades januari 2009 i Studio Studio Nyhagen, mastrades februari 2009 i Vektor Studios och släpptes i maj 2009. Det skivbolag som albumet utgavs genom var Candlelight Records.
Revelations of the Black Flame utkom också i begränsad upplaga med en bonusskiva (Works of Fire, Forces of Hell), som var en live-inspelning från Kolingsborg i Stockholm 3 december 2005.

## Låtlista
Revelations of the Black Flame
1. "Invocation" (Archaon/Ravn) – 6:13
2. "Serpent Sibilance" (Destroyer/Archaon/Ravn/Seidemann) – 4:35
3. "Horns" (Ravn) – 3:04
4. "Maggot Fetus... Teeth like Thorns" (Destroyer/Archaon) – 3:46
5. "Misanthropy" (Ravn/Tekrø) – 3:33
6. "Uncreation" (Destroyer/Archaon/Ravn) – 6:59
7. "Set the Controls for the Heart of the Sun" (Roger Waters) – 6:13
8. "Solitude" (Ravn/Tekrø) – 3:38
9. "At the Gate..." (Ravn) – 6:52

Works of Fire, Forces of Hell (bonusskiva)
1. "Hellfire" (Tjalve/Frost/Seidemann) – 5:47
2. "Chasing Dragons" (Archaon/Ravn) – 6:33
3. "Satanic Propaganda" (Tjalve/Archaon/Ravn/Seidemann) – 3:14
4. "I Am Abomination" (Destroyer/Tjalve) – 4:13
5. "Manifest" (Tjalve/Ravn/Seidemann) – 5:06
6. "Slaves to Slaughter" (Destroyer/Tjalve) – 8:55

## Medverkande
Musiker (1349-medlemmar)
- Ravn (Olav Bergene) – sång
- Archaon (Idar Burheim) – gitarr
- Seidemann (Tor Risdal Stavenes) – basgitarr
- Frost (Kjetil-Vidar Haraldstad) – trummor
- Tjalve (André Kvebek) – gitarr (på bonusskivan)

Bidragande musiker
- Odd Sprakhaug – sång
- Ronni Le Tekrø – piano, orgel, gitarr
- Tom G. Warrior (Thomas Gabriel Fischer) – gitarr, basgitarr

Produktion
- Ravn – musikproducent, ljudtekniker, ljudmix, omslagsdesign
- Tom G. Warrior – producent, ljudmix
- Kjartan Hesthagen – ljudtekniker
- Kjetil Ottersen – mastring
- Lars Erik Shjerpen – live-inspelning (bonusskivan)
- Andreas Bauman – live-inspelning (bonusskivan)
- Espen Berg – mastring (bonusskivan)
- Fredrik M. Hermansen – omslagsdesign
- Rome Ramsies Vision Vally Entertainment Group LLC – omslagsdesign, foto
- Archaon – omslagsdesign
- Lillian Tyriberget – omslagskonst
- Disuke Kitayama – foto (bonusskivan)
- Mika Komine – foto (bonusskivan)
- Monika Serafinska – foto (bonusskivan)

### Fotnoter
1. ↑  Studio Studio Nyhagen
2. ↑  Revelations Of The Black Flame på discogs.com
3. ↑  Revelations Of The Black Flame / Works Of Fire, Forces Of Hell på discogs.com
4. ↑  Metal-archives: Revelations of the Black Flame – Limited Edition